# Mykolaïvka (raïon de Chyroke)
Mykolaïvka (en ukrainien : Миколаївка, en russe : Николаевка, Nikolaïevka) est une commune urbaine de l'oblast de Dnipropetrovsk, en Ukraine. Sa population s'élevait à 3 habitants en 2013.

## Géographie
Mykolaïvka est située à 6 km au sud-ouest de Chyroke, à 159 km au sud-ouest de Dnipro et à 368 km au sud-est de Kiev.

## Histoire
Mykolaïvka a été fondée dans la seconde moitié du XIXe siècle et a le statut de commune urbaine depuis 1957.

## Population
Recensements (*) ou estimations de la population :
| 1959* | 1970* | 1979* | 1989* | 2001* |
| ----- | ----- | ----- | ----- | ----- |
| 5 023 | 3 057 | 2 485 | 1 441 | 900   |

| 2009 | 2010 | 2011 | 2012 | 2013 |
| ---- | ---- | ---- | ---- | ---- |
| 581  | 528  | 482  | 27   | 3    |

## Économie
L'économie locale repose sur le Combinat d'extraction et d'enrichissement minier d'Inhoulets (en ukrainien : Інгулецький гірничо-збагачувальний комбінат, Inhouletskyï hirnytcho-zbahatchouvalnyï ; en russe : Ингулецкий Горно-Обогатительный Комбинат, Ingouletski Gorno-Obogatitelny Kombinat), en abrégé InHok (ukrainien) ou InGok (russe), qui est situé au nord-est de Mykolaïvka et extrait du minerai de fer depuis 1966. L'entreprise emploie 8 600 salariés en 2009.